# Раденко Григоров
Раденко Григоров Захариев е български политик от БКП.

## Биография
Роден е на 18 март 1913 г. в кюстендилското село Габрешевци. През 1931 г. става член на РМС, а през 1937 г. и на БКП. Бил е секретар на БКМС и сътрудник на Военния отдел на ЦК на БКП. През 1942 г. е арестуван и измъчван. Осъден е задочно на смърт. От 1949 г. е посланик в редица страни, една от които е Полша (от 1961). Бил е първи заместник-министър на външните работи. В периода 1973 – 1976 г. е завеждащ отдел „Външна политика и международни връзки“ при ЦК на БКП. Между 1962 и 1966 г. е кандидат-член на ЦК на БКП, а от 1966 до 1986 г. е член на ЦК на БКП. Обявен е за „Герой на социалистическия труд“ и е носител на орден „Георги Димитров“